# شیرین و فرهاد (فیلم ۱۳۴۹)
شیرین و فرهاد فیلمی به کارگردانی اسماعیل کوشان که در نوروز سال ۱۳۴۹ خورشیدی نمایش داده شد. این فیلم محصول مشترک ایران و ترکیه در دو استودیوی پارس فیلم و اِرلِرفیلم (Erler Film) و به تهیه‌کنندگی اسماعیل کوشان و تورکر اینانوغلو بوده است و به دو زبان فارسی و ترکی تهیه و پخش شده است.
بر اساس عنوان‌بندی آغازین فیلم، فیلمنامه شیرین و فرهاد با همکاری زمانی (ابراهیم زمانی آشتیانی)، [اسماعیل] کوشان، رمزی و ؟؟؟ نگاشته شده است.

## خلاصه داستان
«شیرین» قرار است با «خسرو» ازدواج کند اما «فرهاد» او را می‌بیند و شیفته اش می‌شود. خسرو برای اینکه فرهاد را از شیرین دور کند، شرط ازدواج با او را جاری کردن آب از کوه سنگی می‌گذارد و فرهاد چنین می‌کند اما خسرو حاضر نیست به شرطش عمل کند. فرهاد با شیرین می‌گریزد و از بالای همان کوه خود را پرت کرده و در کنار هم می‌میرند.

## بازیگران
اسامی بازیگران فیلم قیصر به شکل* و ترتیب نمایش در عنوان‌بندی آغازین فیلم :
| شمارگان                                                 | بازیگران                                 | نقش‌ها | توضیحات       |
| ------------------------------------------------------- | ---------------------------------------- | ----- | ------------- |
| ۱                                                       | جونیت آرکین (در ایران مشهور به فخرالدین) | فرهاد |               |
| ۲                                                       | نیلوفر (شهین خلیلی)                      | شیرین |               |
| ۳                                                       | داریوش طلایی                             |       |               |
| ۴                                                       | مرتضی احمدی                              |       |               |
| ۵                                                       | حسن رضایی                                |       |               |
| ۶                                                       | [مهری] مهرنیا                            |       |               |
| ۷                                                       | یاسمین                                   |       |               |
| ۸                                                       | علی زندی                                 |       |               |
| ۹                                                       | عباس معطر                                |       |               |
| ۱۰                                                      | [ژاله] علو                               |       | و با هنرمندی: |
| بازیگران اهل ترکیه در عنوان‌بندی نسخه فارسی درج نشده‌اند: |                                          |       |               |
| ۱۱                                                      | Fatma Güler                              |       |               |
| ۱۲                                                      | Osman Kavur                              |       |               |
| ۱۳                                                      | Sema Sözen                               |       |               |
| ۱۴                                                      | Mehmet Yüksel                            |       |               |
| ۱۵                                                      | Ali Yıldırım                             |       |               |

* اسامی داخل کروشه و پرانتز در عنوان بندی و یا پوستر درج نشده‌اند.

## گروه موسیقی در نسخه فارسی
- انوشیروان روحانی: آهنگساز
- منوچهر گودرزی: آهنگساز
- مهستی: خواننده
- سوسن: خواننده
- کریم فکور: شاعر
- پرویز وکیلی: شاعر
- روبیک منصوری: انتخاب موزیک متن

در این فیلم ترانه‌های «چشم سیاه» و «جمجمک» با شعری از پرویز وکیلی و ترانه‌ی «خدایا نمی‌دانم» با شعری از کریم فکور، هر سه با تنظیم و آهنگسازی انوشیروان روحانی و با صدای مهستی اجرا شده است.

## نمایش فیلم
فیلم شیرین و فرهاد برای بار نخست در تاریخ پنج‌شنبه ۲۸ اسفند سال ۱۳۴۸ خورشیدی با عنوان «برنامه ویژه نوروز سال ۱۳۴۹» در دوازده سینما در تهران و شهرستانها به نمایش درآمد . این فیلم بعد از ایام سوگواری محرم، جایگزین فیلم ایرانی سرود زندگی در گروه سینمایی اونیورسال شد.
سینماهای نمایش‌دهنده فیلم شیرین و فرهاد در تهران، در گروه سینمایی اونیورسال شامل ۱۲ سینمای اونیورسال، اروپا، آسیا، میامی، ایران، ساینا، تیسفون، مارلیک، مونت کارلو، سیلوانا، آستارا (تجریش) بودند .
سینماهای نمایش‌دهنده فیلم در شهرستانها شامل چهار باغ، مایاک و مهتاب در اصفهان، آسیا و سانترال در مشهد، پارس و پرسپولیس در شیراز، کریستال در تبریز، دنیا در اهواز، رکس و ایران در آبادان و متروپل و کریستال در کرمانشاه بودند .
فیلم شیرین و فرهاد، پس از دو هفته نمایش در تهران، در گروه سینمایی اونیورسال در تاریخ پنجشنبه ۱۳ فروردین ۱۳۴۹ جای خود را به فیلم ایرانی سکه شانس در این گروه سینمایی داد .